# Noxolo Kiviet
Noxolo Kiviet (* 21. Juli 1963 in East London, Südafrika) ist eine südafrikanische Politikerin. Sie war vom 6. Mai 2009 bis 2014 Premierministerin der südafrikanischen Provinz Ostkap. Sie ist Mitglied des Nationalen Exekutivkomitees (NEC) des Afrikanischen Nationalkongresses (ANC).

## Politischer Werdegang
Kiviet begann ihre politische Karriere als Gewerkschaftsmitglied und stieg bis 1988 zur Gewerkschaftsführerin auf. Bis Mitte der 1990er Jahre nahm sie in der Folge leitende Positionen in verschiedenen Gewerkschaften ein und wurde schließlich 1996 Schatzmeisterin des ANC in der Provinz Ostkap. Diese Funktion übte sie bis 2003 aus. Im gleichen Jahr wechselte sie in das Büro des Premierministers der Provinz Ostkap, wo sie der Finanzkommission vorsaß. Von 2004 bis zum Amtsantritt als Premierministerin der Provinz Ostkap war sie die Sprecherin der Eastern Cape Provincial Legislature, dem regionalen Parlament der Provinz. Kiviet folgte 2009 Mbulelo Sogoni im Amt des Premierministers der Provinz Ostkap und war damit die zweite Frau in dieser Funktion.

## Ausbildung
Noxolo Kiviet besuchte die Wongalethu High School in Mdantsane.
Ihr Studium absolvierte sie parallel zu ihrer politischen Tätigkeit an der Universität Fort Hare. Dort machte sie 2006 ihren Bachelor in Verwaltungswissenschaften. Im folgenden Jahr schloss sie ihr Aufbaustudium im gleichen Fach mit einem honors degree ab. Von 2006 an studierte sie erneut an der Universität Fort Hare und erwarb 2010 einen Master-Abschluss in Verwaltungswissenschaften.